# Cyberscandale Edison Chen
Début 2008, l'acteur et chanteur hongkongais Edison Chen est au cœur d'un scandale, à la suite de la fuite sur internet de quelques centaines de photos prises dans son intimité avec six vedettes de Hong Kong, notamment Cecilia Cheung, Gillian Chung, et Bobo Chan.
Le cas figure en une de quasiment tous les journaux de Hong Kong sans interruption pendant 3 semaines, et attire l'attention de la presse mondiale, notamment CNN, The Wall Street Journal, The New York Times, The Economist, MSNBC, la BBC, The Guardian, et Der Spiegel. Dix personnes sont arrêtées pour la publication de ces images sur la toile. Le comportement de la police déclenche une polémique sur le traitement préférentiel des personnes célèbres, et la gestion du cas par les autorités provoque ainsi des manifestations pour la liberté d'expression et la présomption d'innocence. Le jeudi 21 février 2008, Chen tient une conférence de presse où il avoue être le propriétaire des images. Il regrette l'apparition des « photos privées », et il annonce des poursuites judiciaires pour toutes infractions de son droit d'auteur. L'acteur s'excuse auprès des chanteuses et actrices touchées ainsi qu'auprès du public hongkongais pour le scandale, et déclare son intention de se retirer pendant quelque temps afin de purifier son âme.

## Apparition des photos
La première photo de Chen, vraisemblablement avec Gillian Chung, apparait vers 20h30 le 27 janvier 2008 sur Hong Kong Discuss Forum, un forum Internet hongkongais. Malgré sa suppression par un modérateur, l'image est recopiée et propagée sur d'autres forums, tel que Uwants et Hong Kong Golden Forum. Le manager de Gillian Chung, Emperor Entertainment Group (EEG), nie immédiatement l'authenticité des images, et porte plainte à la police.
Le lendemain, dans l'après-midi, l'apparition d'une deuxième photo de Chen, vraisemblablement avec Bobo Chan, provoque une réunion de crise au sein d'EEG, et la dénonciation par la suite de cet acte « irresponsable et malfaisant ». À ce moment, la presse est convaincue que les images sont retouchées,.  
Le 29 février vers 12h30, une troisième image apparait, cette fois-ci dans une résolution meilleure que les photos précédentes. Cette image de Cecilia Cheung, identifiée par son tatouage unique, montre la vedette jambes écartées, en train de se toucher. Vers 15h00, une séquence de 4 images de Chen apparaissent, vraisemblablement avec Chung, suivie par une autre de Cheung nue dans une salle de bain, identifiée rapidement comme étant identique à la scène d'une vidéo émise par Chen. La police et d'autres experts se prononcent sur l'authenticité de ces images.
Le 6 février, des centaines d'images complétant les scènes précédentes sont mises en ligne par un utilisateur surnommé « Kira » d'après le manga Death Note. Une vidéo de 32 minutes est alors promise.
Il s'avère que ces photos se trouvaient sur l'ordinateur personnel de l'acteur et qu'elles ont été dérobées dans un magasin informatique lors d'une réparation de celui-ci.

### Statistiques
À ce jour, le nombre d'images révélées est :
| Victime        | Sinogramme | Nb de photos état au 10 fév 2008 |
| -------------- | ---------- | -------------------------------- |
| Gillian Chung  | 鍾欣桐     | 104                              |
| Bobo Chan      | 陳文媛     | 116                              |
| Cecilia Cheung | 張栢芝     | 143                              |
| Rachel Ngan    | 顏穎思     | 11                               |
| Mandy Chen     | 陳育嬬     | 40                               |
| Candice Chan   | 陳思慧     | 48                               |
| Vincy Yeung    | 楊永晴     | 3                                |
| Total          | Total      | 465                              |

## Enquête policière

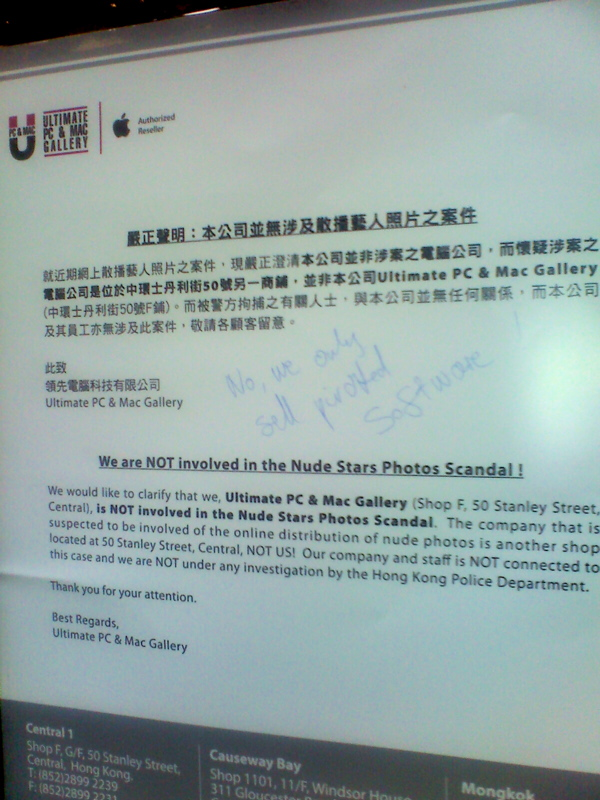
Déclaration du magasin Apple voisin du magasin coupable du vol des photos

Le commissaire adjoint Vincent Wong informe que 19 agents du Commercial Crime Bureau font partie de l'investigation.
La police locale notifie 200 experts en réseaux à Hong Kong pour demander leur coopération. Les fournisseurs d'accès à internet majeurs reçoivent donc la demande de supprimer immédiatement toute trace des images concernées, y compris sur les chats. La police aurait récupérée des informations sur une trentaine d'utilisateurs soupçonnés d'avoir diffusé des images. À la suite des efforts des policiers, le chômeur Chung Yik-tin (鍾亦天), âgé de 29 ans avec une dizaine d'images dans son ordinateur, est arrêté le 31 janvier 2008 pour avoir publié une image sur internet. Selon la police, Chen aurait amené son ordinateur personnel dans un magasin pour des réparations. Environ 1 300 fichiers des photos intimes auraient été copiés par des techniciens. Le 4 février, Sze Ho-Chun (史可隽) un homme âgé de 23 ans et ancien technicien dans le labo informatique est arrêté,.
Le commissaire adjoint Wong confirme avoir trouvé la source des images, et rajoute que l'authenticité des images n'est plus en question. Parmi les six femmes photographiées, quatre sont des célébrités. Les identités des deux autres ne sont pas connues de la police.

### Polémiques
Le 2 février, le commissaire de police Tang King Shing évoque des craintes pour la liberté d'expression quand il avertit que toute personne qui garde ces images sur ses disques durs « pourrait être en infraction avec la loi » même sans preuve de distribution. En réponse, le parlementaire Leung Kwok-Hung manifeste devant le commissariat à Wan Chai avec une vingtaine de personnes en accusant la police d'avoir créé une ambiance de « terreur blanche ». Leung demande au commissaire Tang une clarification sur le fait que la conservation d'images sur son disque dur est bel et bien une infraction. Il existe différentes interprétations de la définition de « diffusion,. »
L'importance du traitement de l'affaire par la police par rapport aux autres cas de pornographie sur internet provoque une vive réaction du public,. Regina Ip déclare que la loi est certainement appliquée de façon sélective par la police par nécessité, par exemple, vu le faible nombre de procès par rapport au nombre de gens qui n'ont plus le droit de rester à Hong Kong. Le président de l'Internet Society répond également sur l'impraticabilité de donner des contraventions à tous en cas d'excès de vitesse.
Le refus de la cour de mettre Chung Yik-tin en liberté sous caution déclenche une autre polémique. Le parlementaire Ronny Tong critique la police pour manque de prudence résultant à l'humiliation d'un suspect. Tim Hamlett, journaliste du South China Morning Post (SCMP) commente que le principe de la présomption d'innocence doit être respecté. 
Le journal Ming Pao note la colère publique face à l'incohérence apparente parmi les arrestations dans l'affaire, et l'application sélective des principes légaux – lorsqu'une personne inculpée d'une infraction relativement mineure n'a pas pu regagner sa liberté même sous caution, deux autres plus gravement impliquées dans la diffusion des images sur la toile ont pu être relâchées. Apple Daily dénonce ainsi « l'intimidation évidente des netizens » par la police, et l'hypocrisie des différentes arrestations vu l'absence d'interrogation de la source présumée et de la victime principale (Chen).
La peine maximale pour la publication de contenu dit « obscène » (淫褻) est de 3 ans d'emprisonnement, et celui pour contenu dit « indécent » (不雅) est de 12 mois. Ming Pao annonce le 14 février le résultat d'une requête au Obscene Articles Tribunal (OAT) pour la classification de cinq images. Trois parmi elles sont classées « indécentes » et deux « obscènes ». Le journal argumente que Chung Yik-tin aurait pu être faussement inculpé, car la seule image en circulation le 27 janvier, publiée par Chung, était « indécente. » N'ayant pas eu de classement préalable par le OAT, la police a arrêté Chung illégalement. Professeur de droit adjoint à l'université de Hong Kong doute qu'une inculpation pour la publication de contenu dit indécent puisse s'appliquer aux photos mises sur l'internet. Chung Yik-tin est relâché définitivement le 15 février, libre de toute accusation.

### Déclaration de Chen
Le 21 février, Chen rentre à Hong Kong et donne une conférence de presse au cours de laquelle il demande pardon. Il regrette le dommage subi par les victimes, et annonce son départ du showbiz hongkongais, pour une durée indéterminée. Chen confirme que les photos lui appartenant lui ont été volées et publiées sans son autorisation.
Malgré sa promesse de coopération avec les enquêteurs, Chen refuse de rentrer à Hong Kong pour son témoignage au procès contre Sze Ho-Chun (史可隽). Finalement, quatre avocats et un magistrat ont dû se rendre à Vancouver fin février 2009 pour prendre cette déposition ; voyage payé par le contribuable hongkongais. Le témoignage est subi à la loi hongkongais et présidé par Elaine Adair, juge à la Cour Suprême de Colombie britannique. Le magistrat en chef hongkongais, Tong Man (唐文), est cocommissaire. Le témoignage est rendu possible grâce au traité international de coopération entre le Canada et Hong Kong en matière d'affaires criminelles.
Lors du témoignage qui débute le 23 février, Chen confirme les identités des vedettes comme Cecilia Cheung, Gillian Chung, Bobo Chan et Rachel Ngan. Selon Chen, les photos, datant d'entre 2001 et 2006, ont été consensuellement prises, et ont été vues uniquement par les femmes concernées. Il déclare avoir pensé les supprimer avant d'envoyer son ordinateur pour des réparations, et exprime son étonnement qu'elles aient survécu la suppression, puis été diffusées sur internet.

## Conséquences

### Cecilia Cheung
Après la déposition de Chen au Canada, lors d'un entretien accordé à la chaîne câble le 27 février, Cheung critique Chen pour ses fausses larmes (貓哭老鼠). Selon elle, non seulement il ne lui a pas téléphoné pour s'excuser, mais en plus Chen a éteint son portable lors de l'apparition du scandale et n'a jamais voulu répondre aux messages sur son répondeur. Elle a été sidérée par le comportement et l'hypocrisie de Chen (說一套，做一套) – elle juge que sa tactique était de gagner le pardon du public au détriment des vraies victimes. Malgré les rumeurs sur des difficultés maritales, elle bénéficie pleinement du soutien moral de son époux et de ses parents.

### Gillian Chung
Lors d'un entretien organisé par Albert Yeung, patron d'Emperor Entertainment Group, Chung parle de ses troubles. Elle aurait abandonné l'idée du suicide pour ne pas rendre plus difficile la situation pour ses proches. Sa mère a soutenu son départ du secteur médiatique. Chung raconte son amour pour Chen et l'influence forte qu'il avait sur elle. Elle permettait à Chen de photographier l'acte pour ne pas le perdre. Comme pour Cheung, Chen ne s'est jamais excusé personnellement auprès d'elle.

### Menaces
Dans l'après-midi du 12 mars 2009, la chaîne Cable TV Hong Kong reçoit une lettre en anglais menaçant de mort Chen, avec une balle en pièce jointe.  Le lettre proviendrait d'Allentown aux États-Unis,. La chaîne l'aurait transmise à la police, et a publié un résumé de la lettre sans en dévoiler le contenu détaillé.